# Веселовский, Ярослав Иванович
Яросла́в Ива́нович Весело́вский (псевдонимы и криптонимы: Я. В., Яв., Охрім Бодяк, Гіпопотам, Олег Сатир, Олег Сатр и др .; 20 февраля (4 марта) 1881, с. Молодятин (ныне село Коломыйского района Ивано-Франковской области), Австро-Венгрия — 26 октября (8 ноября) 1917, Виллишгоф (по другим данным — Вена), Австро-Венгрия) — украинский общественный, политический и культурный деятель, публицист, писатель, переводчик. По специальности — юрист.

## Биография
Родился в селе Молодятин (ныне село Коломыйского района Ивано-Франковской области). Окончил юридический факультет Львовского университета. С 1902 года — редактор ведущих журналов Галичины и Буковины: в 1902—1904 — «Поступ» (Коломыя), в 1904—1906 годах — газеты «Буковина» (Черновцы). С 1907 года работал во Львове, в редакции газеты «Діло» (1910—1911 — её главный редактор), редактировал также «Письмо з „Просвіти“», в 1911—1912 — редактор еженедельника «Неділя». Печатался во многих других периодических изданиях Галичины, в частности в «Літературно-науковому вістнику». Составитель и издатель сборника «Як судили Мирослава Січинського» (1909). В 1914—1917 годах — референт украинской и русской прессы в МИД Австро-Венгрии в Вене. Там подготовил к печати календарь «Просвіти» на 1915 год, альманах «З кривавого року» (выходит посмертно). Член президиума Всеобщей украинской рады с 1915 года. Принадлежал к Русско-украинской радикальной партии. Переписывался с И. Франко, В. Стефаником, О. Маковеем. Архив хранится в ЦГИА Украины во Львове.
Умер 26 октября 1917 года близ Вены (Австро-Венгрия).